# Francisco Navarro
Francisco Navarro Fuster, nascido em 20 de dezembro  de  1962 em Bétera na comunidade valenciana, é um ciclista espanhol. Foi profissional de 1985 a 1990.

## Biografia
A sua maior vitória é de ter conseguido uma etapa da Volta a Espanha de 1988 em solitário que resistiu ao regresso do pelotão.

## Palmarés
- 1984
  - San Martín Proba
- 1988
  -     - 4. ª etapa da Volta a Espanha
    - 5.ºa etapa da Volta a Cantábria
- 1989
  -     - 6.ºa etapa da Volta ao Algarve (contrarrelógio)

## Resultados nas grandes voltas

### Tour de France
1 participação
- 1985 : chegada fora de tempo (4. ª etapa)

### Volta a Espanha
2 participações
- 1987 : abandono (19. ª etapa)
- 1988 : 113.º, vencedor da 4. ª etapa